# オーバーシーズ・ナショナル・エアウェイズ
オーバーシーズ・ナショナル・エアウェイズ（以下、ONA）は、1950年6月から運航を開始したアメリカ合衆国の航空会社である。1946年にCalasia Air Transportとして創業し、1950年からONAに改称した。
本社は、ハブ空港であるジョン・F・ケネディ国際空港の所在地、ニューヨークにあった。
1978年から運航を開始した2代目のONAは、1986年に倒産する前に、ナショナル航空へ商号を変更した。

## 初代のONAの歴史

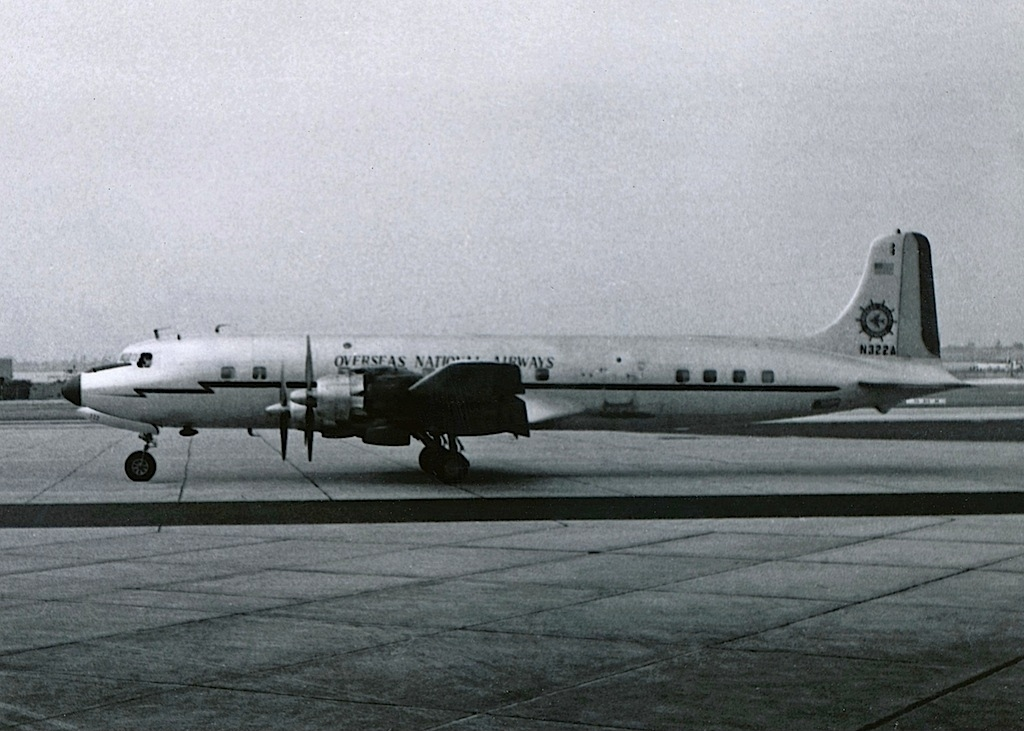
1961年にサンディエゴ国際空港で撮影されたダグラスDC-7

オーバーシーズ・ナショナル・エアウェイズ（IATA:OV）は、1950年6月に旅客と貨物の両方を取り扱うチャーター便の運航会社として設立された。5機のダグラスDC-6を使用し、アイドルワイルド空港（現ジョン・F・ケネディ国際空港）をハブ空港としていた。主に、米軍兵士を東海岸からヨーロッパへ輸送する仕事に従事していた。ONAはダグラスDC-7貨物機も保有していた。

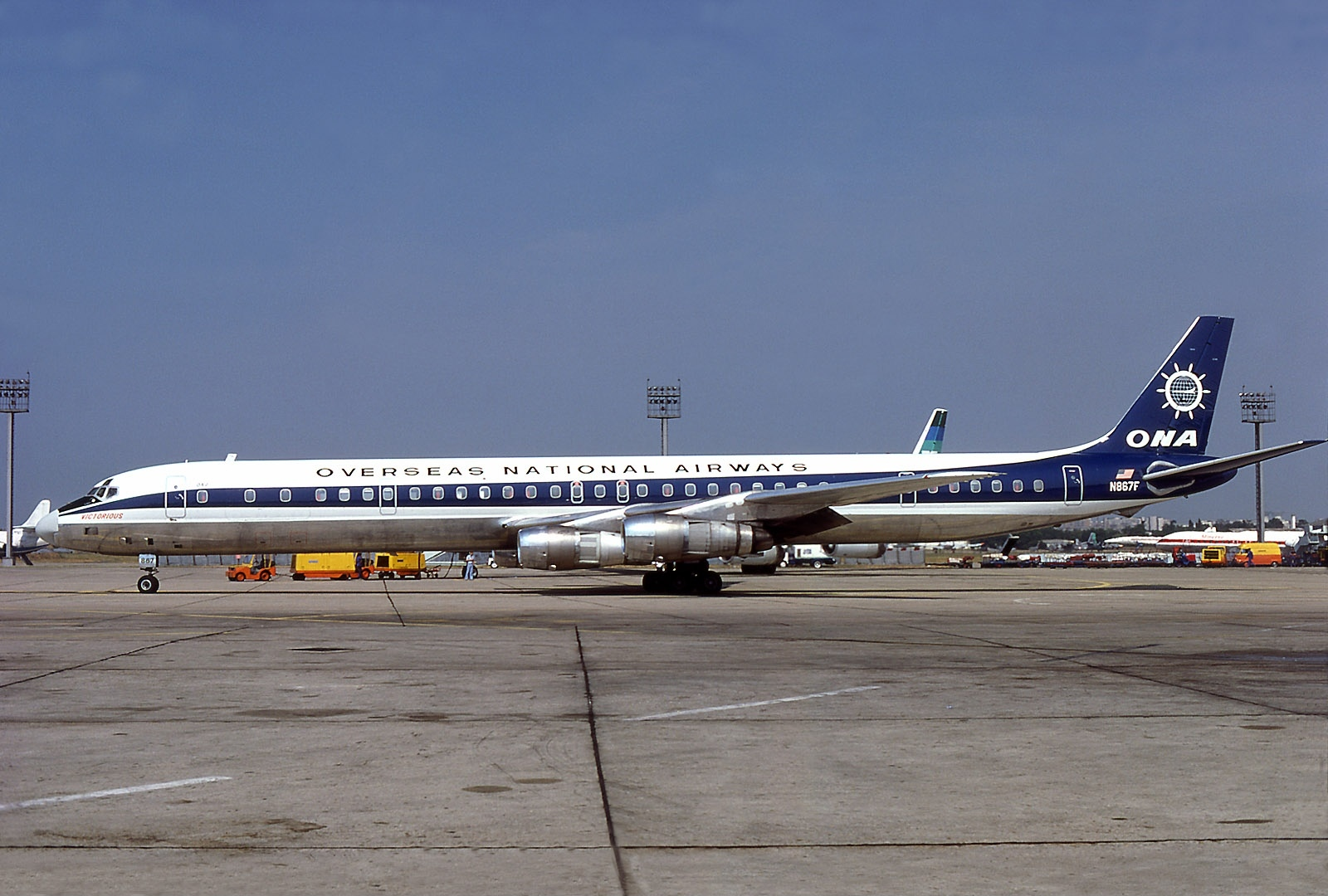
1976年にル・ブルジェ空港で撮影されたダグラスDC-8

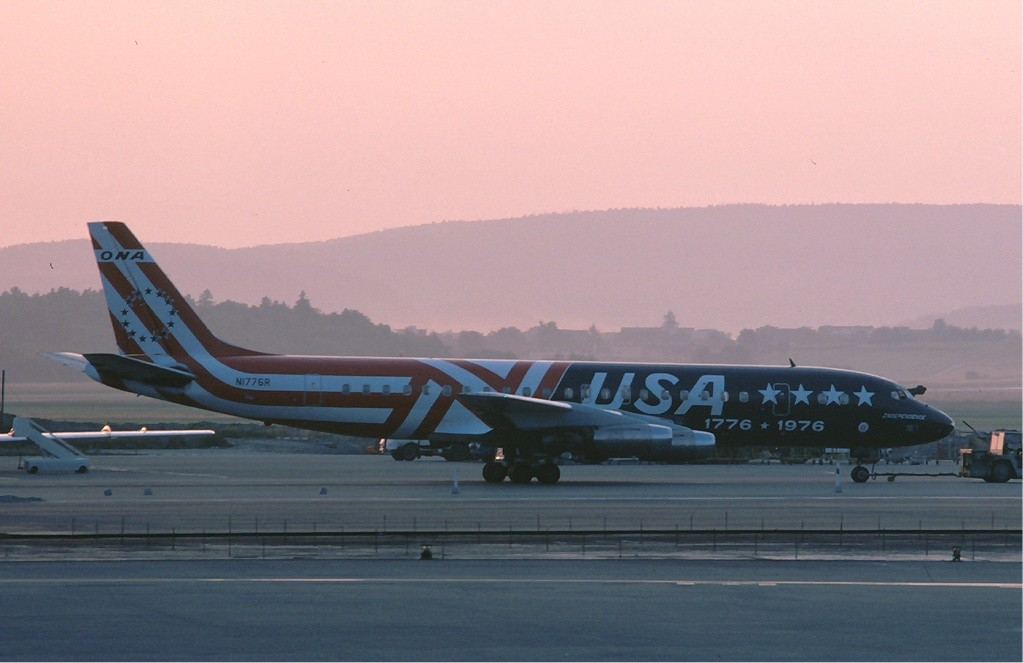
1975年にチューリッヒ空港で撮影されたダグラスDC-8（USA塗装）

1964年から1965年の間に連邦倒産法第11章を申請し、1965年10月から運航を再開した。同時にダグラスDC-8の使用を開始し、運航もカリブ海やヨーロッパ、インドへと拡大していった。

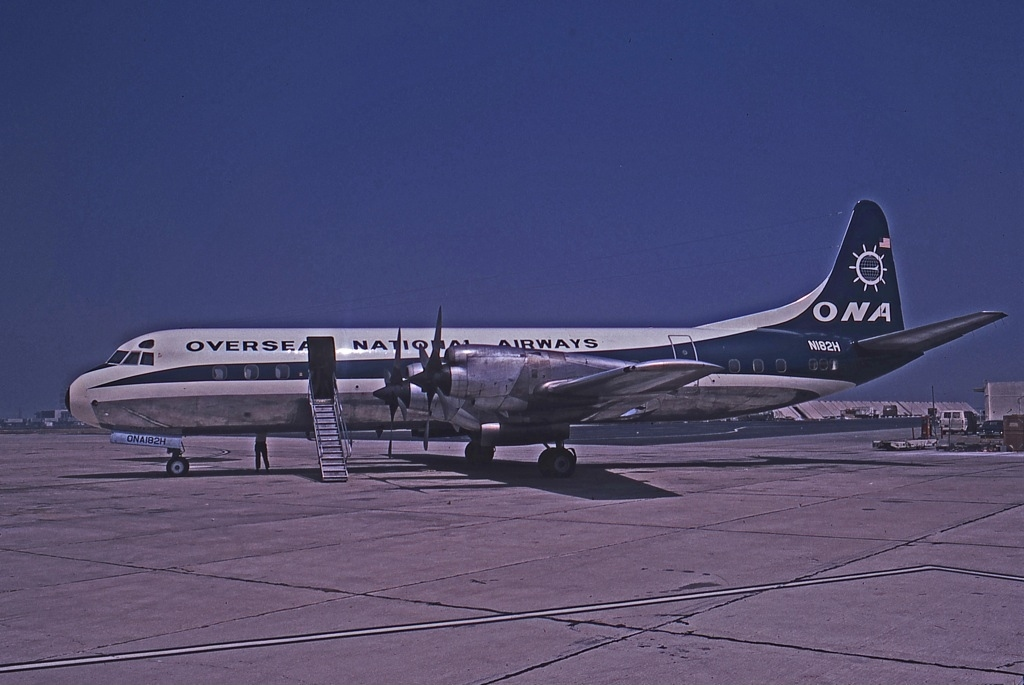
ロッキード L-188C

1968年から11機のロッキード L-188貨物機を取得した。また、大西洋横断路線にDC-8を投入し始めた。その後、L-188はマクドネル・ダグラス DC-9に置き換えられた。1973年には2機のマクドネル・ダグラス DC-10を購入した。
規制緩和の行われた1978年に、ONAは会社を清算することを決定し、同年10月に運航を終了した。

## 2代目のONAの歴史

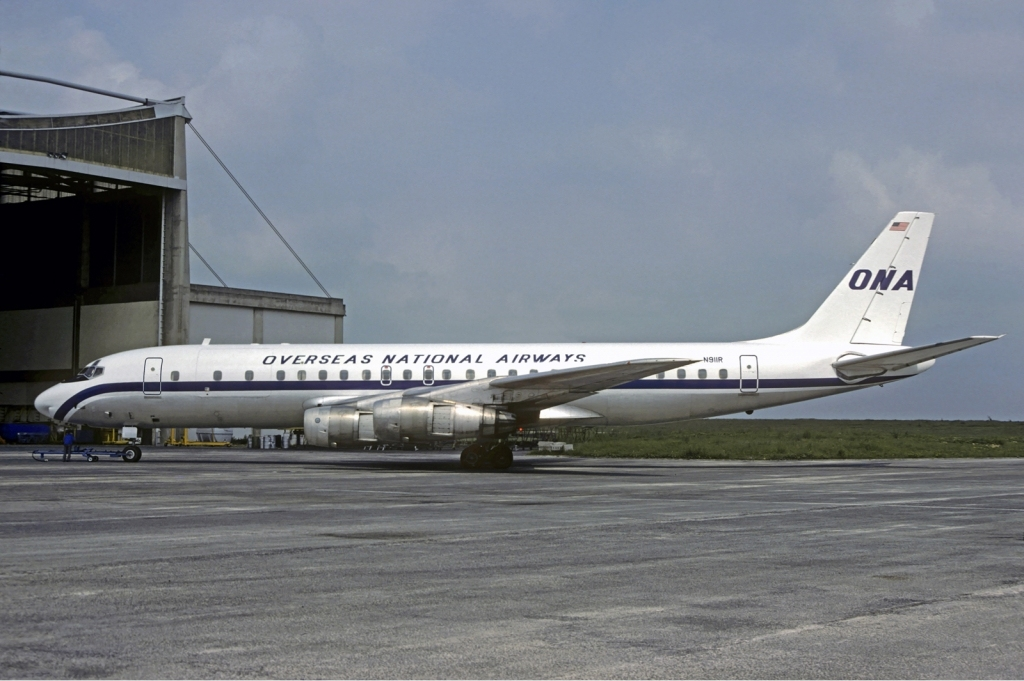
1983年に撮影されたダグラスDC-8

オーバーシーズ・ナショナル・エアウェイズの商号を次に使用したのは、1977年7月21日に創業したユナイテッド・エア・キャリーズ（United Air Carriers）という会社だった。1980年から旅客と貨物を取り扱うチャーター会社として運航を開始した。

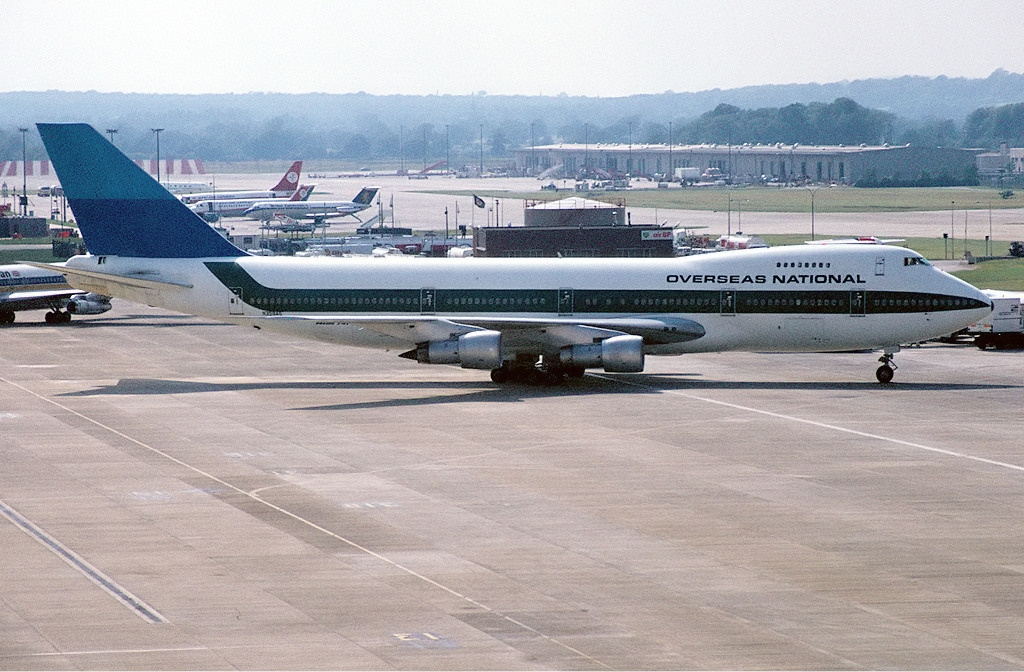
1983年に撮影されたボーイング747

1982年に、ニューヨーク-パリ間の定期便を運航するため、パンアメリカン航空からナショナル航空の商号を購入した。チャーター便の運航は行われたが、定期便の運航には至らなかった。
2代目ONAは1985年12月に財政難から運航を停止し、翌年5月に倒産した。

## 保有機材
初代ONAが保有していた機材は以下の通り。

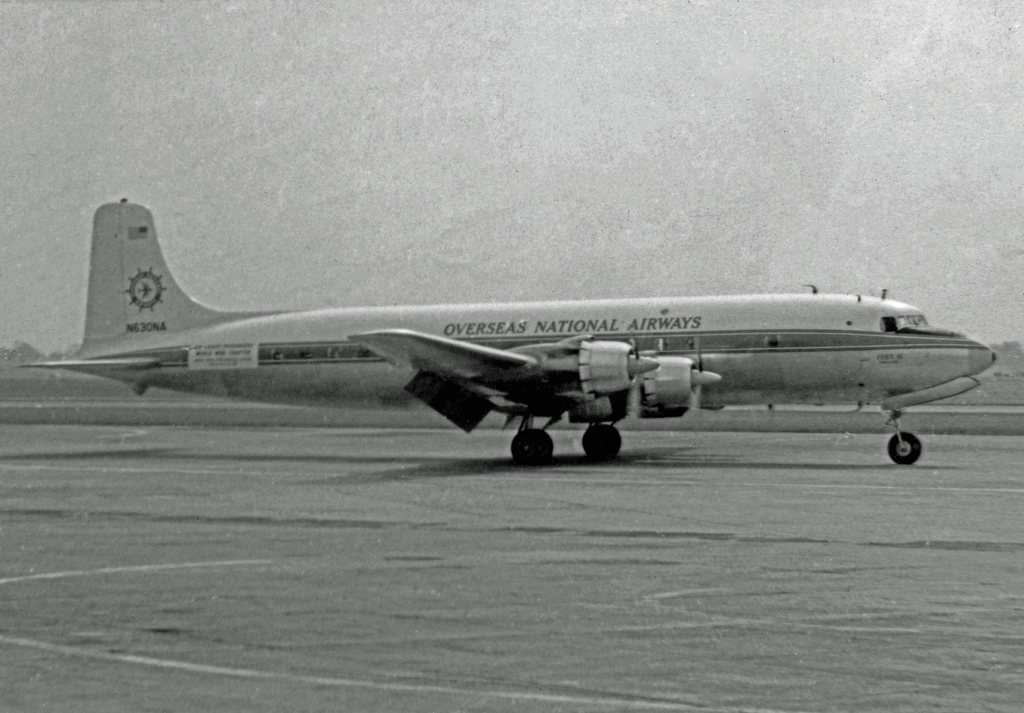
ダグラスDC-6
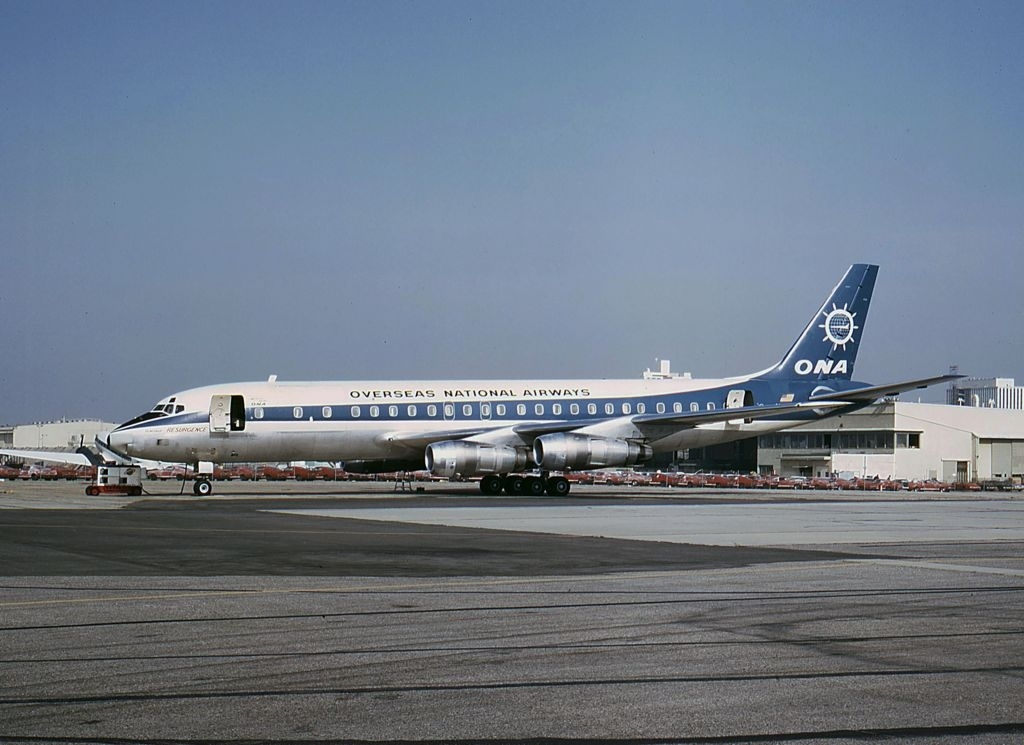
ダグラスDC-7F
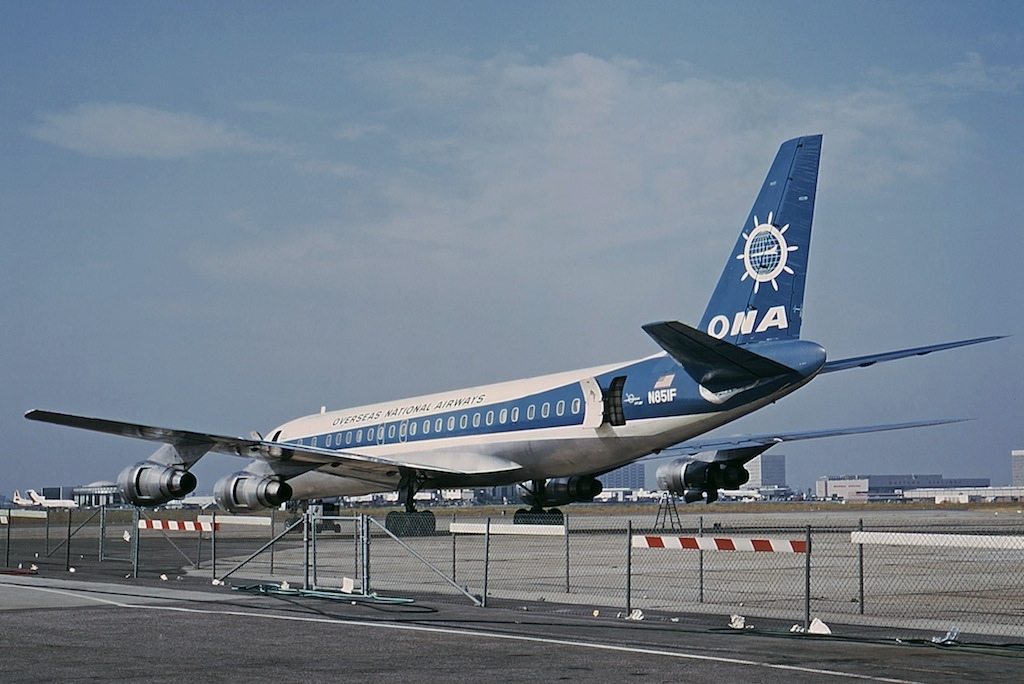
ダグラスDC-8-21
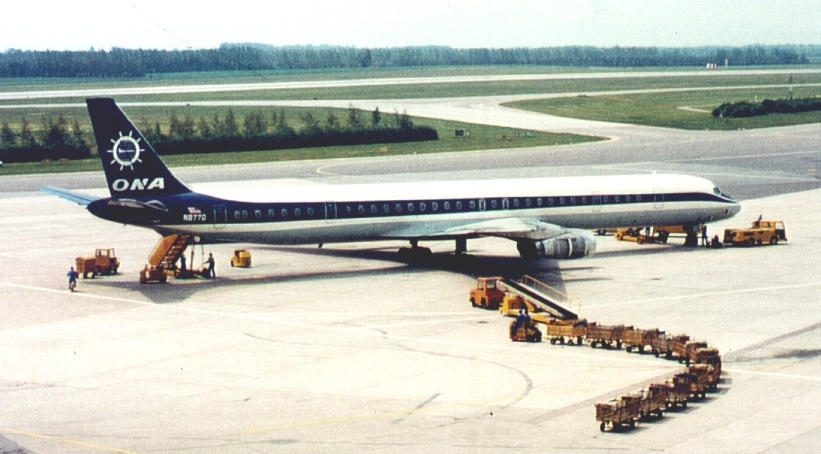
ダグラスDC-8-31
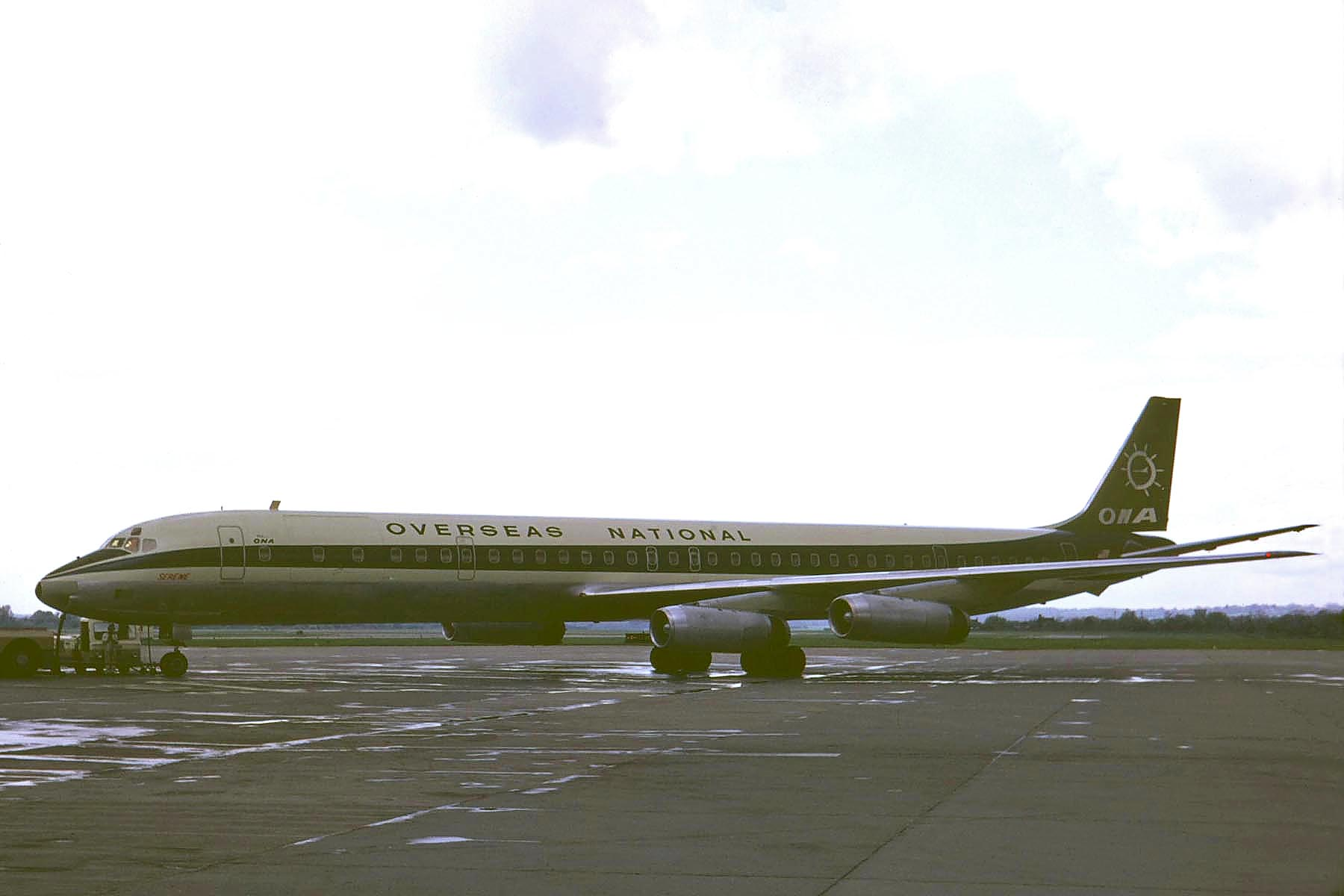
ダグラスDC-8-33
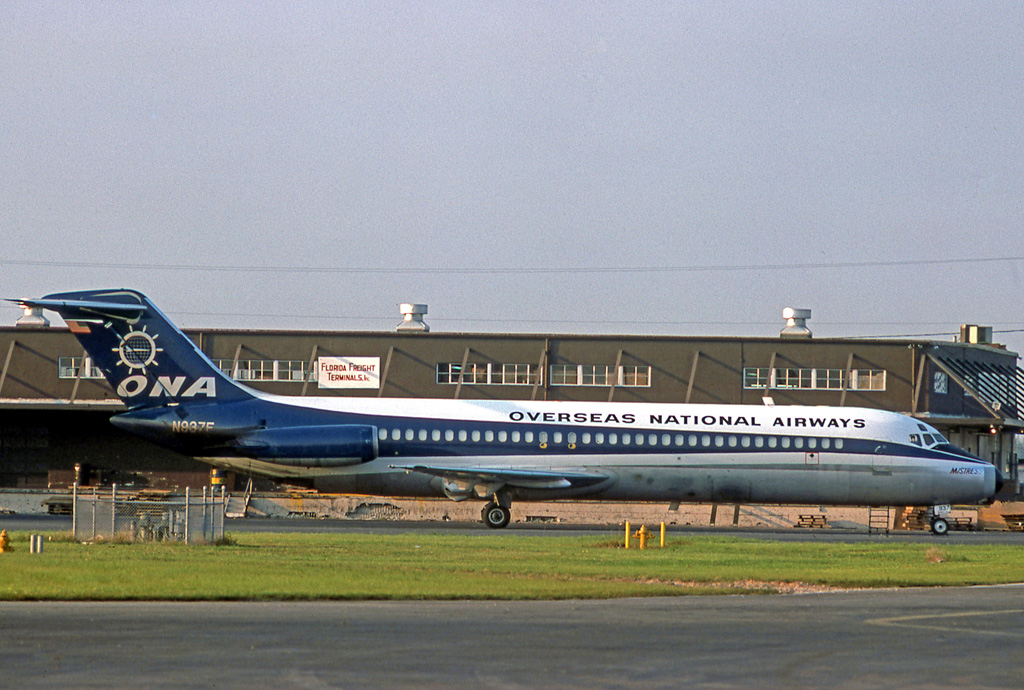
ダグラスDC-8-33F
- ダグラスDC-8-52
- ダグラスDC-8-55
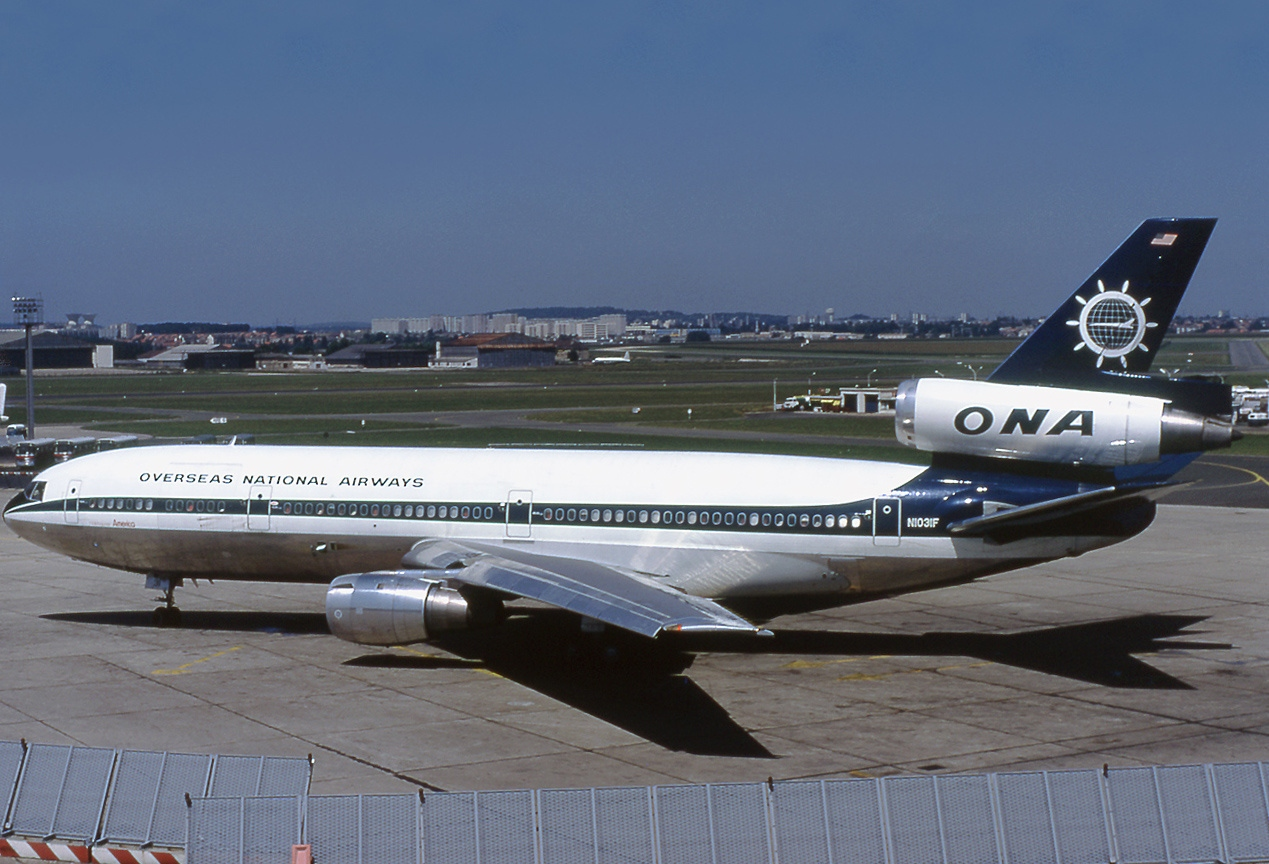
ダグラスDC-8-55F
- ダグラスDC-8-61F
- ダグラスDC-8-61CF
- ダグラスDC-8-63CF
- マクドネル・ダグラス DC-9-32CF
- マクドネル・ダグラス DC-9-33CF
- マクドネル・ダグラス DC-10

- ダグラス DC-6
- ダグラス DC-8-54F
- ダグラス DC-8-55F
- ダグラス DC-8-61
- ダグラス DC-8-63CF
- マクドネル・ダグラス DC-9-33CF
- マクドネル・ダグラス DC-10-30CF

## 航空事故
- 1951年11月7日、オークランド国際空港を離陸した訓練機（ダグラス C-54D-10-DC）が、同様に訓練を行っていたカリフォルニア・イースタン航空機（ダグラス C-54D）と空中衝突した。ONA機は墜落したが、カリフォルニア・イースタン航空機は緊急着陸に成功した。ONA機の3人が死亡[6]。
- 1961年6月20日、オークランド国際空港で、ダグラスDC-7（N312A）がロッキード コンステレーション（N5595A）と地上衝突した[7]。
- 1961年9月26日、ノーフォークへの着陸進入をおこなっていたダグラスDC-7（N317A）が、油圧のトラブルに陥った。機体は滑走路を越えた位置に着陸したが、乗員5人は全員無事だった[8]。
- 1970年5月2日、ONAにより運航されていたALM アンティリアン航空（英語版）980便（マクドネル・ダグラス DC-9）がプリンセス・ジュリアナ国際空港への着陸時に数度に渡り着陸復航した。そのため、燃料が底をつきアメリカ領ヴァージン諸島付近のカリブ海に不時着水した。乗員乗客63人中23人が死亡[9]。

- 1975年11月12日、ジョン・F・ケネディ国際空港からサウジアラビアへ向かう予定だったONA032便（マクドネル・ダグラス DC-10）が、離陸滑走中にバードストライクし、離陸中止を行った。機体は、誘導路との交差点で停止した。乗員乗客139人は全員無事だった[10]。

- 1976年1月2日、ONAによって運航されていたサウジアラビア航空5130便（N1031F）が、エセンボーア国際空港への着陸時、滑走路の手前に接地した。機体は損傷を受け、火災も発生したが、乗員乗客377人は全員無事だった[11]。
- 1977年3月4日、パリ＝シャルル・ド・ゴール空港からディオリ・アマニ国際空港へ向かっていたダグラスDC-8-63CF（N8635）がアマニ空港の滑走路09付近に墜落。乗員4人中2人が死亡した[12]。